# Peninggalan
Peninggalan is een bestuurslaag in het regentschap Musi Banyuasin van de provincie Zuid-Sumatra, Indonesië. Peninggalan telt 3710 inwoners (volkstelling 2010).